# Pansemna beryllodes
Pansemna beryllodes là một loài bướm đêm trong họ Noctuidae.